# Shane (film)
Shane is een westernfilm van George Stevens uit 1953 met onder anderen Alan Ladd, Jack Palance en Jean Arthur. De film is gebaseerd op de gelijknamige roman Shane (1949) van Jack Schaefer. Shane won een Oscar en kreeg vijf andere Oscar-nominaties in 1954 (waaronder beste film).
Het was de eerste kleurenfilm in het westerngenre die in het widescreen-formaat (1,66:1) uitkwam. De film werd opgenomen in 1,37:1 maar verkleind tot 1,66:1 om te kunnen concurreren met het CinemaScope-formaat.
De film werd in 1951 opgenomen in Big Bear Lake (Californië) en op verschillende andere locaties in Californië en Wyoming. Regisseur George Stevens wilde een zo realistisch mogelijk ogende film en gebruikte daarom tijdsgetrouwe rekwisieten; ook de gebouwen en kleding waren zo authentiek mogelijk.
In 1993 werd Shane uitverkozen voor conservering en archivering door het National Film Registry van de Amerikaanse Library of Congress vanwege het "culturele, historische en esthetische belang" van de film. Shane staat op de 45e plaats in de lijst 100 Years... 100 Movies samengesteld door het American Film Institute (AFI) in 2007. "Shane! Shane! Come back!", geroepen door het jongetje Joey aan het einde van de film, staat op de 47e plaats in een lijst van de 100 Greatest Movie Quotes of All Time samengesteld door het AFI.
In 1985 kwam een remake van de film uit, Pale Rider, met in de hoofdrol Clint Eastwood.

## Verhaal
De revolverheld Shane raakt betrokken bij een conflict tussen de rijke veeboer Rufus Ryker en de simpele boer Joe Starrett, wiens land Ryker af wil pakken. Ryker huurt een andere revolverheld in, Jack Wilson, om het conflict in zijn voordeel te beslissen. Uiteindelijk loopt het uit op een schietgevecht tussen Shane en Jack Wilson.

## Rolverdeling
| Acteur          | Personage                |
| --------------- | ------------------------ |
| Alan Ladd       | Shane                    |
| Jean Arthur     | Marian Starrett          |
| Van Heflin      | Joe Starrett             |
| Brandon deWilde | Joey Starrett            |
| Jack Palance    | Jack Wilson              |
| Ben Johnson     | Chris Calloway           |
| Edgar Buchanan  | Fred Lewis               |
| Emile Meyer     | Rufus Ryker              |
| Elisha Cook jr. | Frank 'Stonewall' Torrey |
| Douglas Spencer | Axel 'Swede' Shipstead   |
| John Dierkes    | Morgan Ryker             |
| Ellen Corby     | Liz Torrey               |
| Paul McVey      | Sam Grafton              |
| John Miller     | Will Atkey, bartender    |
| Edith Evanson   | Mrs. Shipstead           |

## Prijzen
- De Oscar voor beste camerawerk, kleur (Loyal Griggs)
- De National Board of Review-prijs voor beste regisseur (George Stevens)

Daarnaast werd de film genomineerd voor:
- De Oscar voor beste film, beste regisseur (George Stevens), beste mannelijke bijrol (zowel Jack Palance als Brandon De Wilde) en beste bewerkte filmscenario (A.B. Guthrie jr.)
- De BAFTA Award voor beste film en beste buitenlandse acteur (Van Heflin)
- De Writers Guild of America Award voor beste Amerikaanse drama (A.B. Guthrie jr. en Jack Sher)